# 鳩山由紀夫内閣の歴史
鳩山由紀夫内閣の歴史（はとやまゆきおないかくのれきし）では、2009年9月に発足し、2010年6月に総辞職した鳩山由紀夫内閣についての歴史や支持率の推移などを扱う。

## 内閣の動き

### 2009年

#### 内閣成立前
- 7月1日
  - 麻生内閣により平成22年度概算要求基準が閣議了解される[1]が、民主党の直嶋正行政策調査会長は、平成22年度概算要求基準を政権交代後に白紙化し、民主党のマニフェストに基づいた予算編成をすることを民主党の公式見解として発表。
- 7月23日
  - 民主党の政策である配偶者控除と扶養控除の廃止について、自民党の細田博之幹事長が「年間14万2000円の増税」とテレビ番組で指摘したことについて、平野博文民主党役員室長（のちに官房長官）は、「民主党が主張している配偶者控除と扶養控除の廃止は所得税のみであり、住民税は含んでいない」と反論し、誤解と偏見に満ちた批判を繰り返して国民に誤解を与えたことは極めて不当であると自民党を非難する抗議文を民主党のホームページに掲載した。
- 8月8日
  - 9月1日に発足する消費者庁の発足や人事について、民主党は「衆院選を前に与党だけの手柄にするのか」と反発し、仙谷由人が「民主党が政権を取ったら一から体制を点検しないといけない」と先延ばしを要求した。政府は、「関連法案の審議に民主党がもっと早く応じていれば、とっくに発足していたものだ」と拒否[2]。
- 8月30日

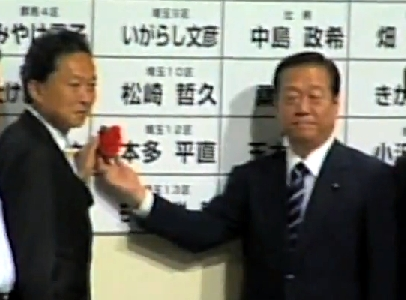
民主党開票センターで当選者の氏名に花をつける鳩山由紀夫と小沢一郎

- - 第45回衆議院議員総選挙。民主党が過半数の議席を獲得する。
  - 鳩山由紀夫民主党代表（のちに首相）が、開票センターで、国家戦略局の前段階として「国家戦略室」を設置する考えを明らかにする。さらに、財源については、「まず行政刷新会議で行政の無駄遣いを一掃させる」、｢無駄を省いてそれでも足りない、ということは起きない」、「消費税の増税はしない」、「国債の発行も極力抑えるように当然努力する｣と語った[3][4]。
  - 民主党が、麻生内閣の策定した2009年度補正予算を執行停止し、10年度予算の概算要求も見直す方針を発表[5]。
- 8月31日

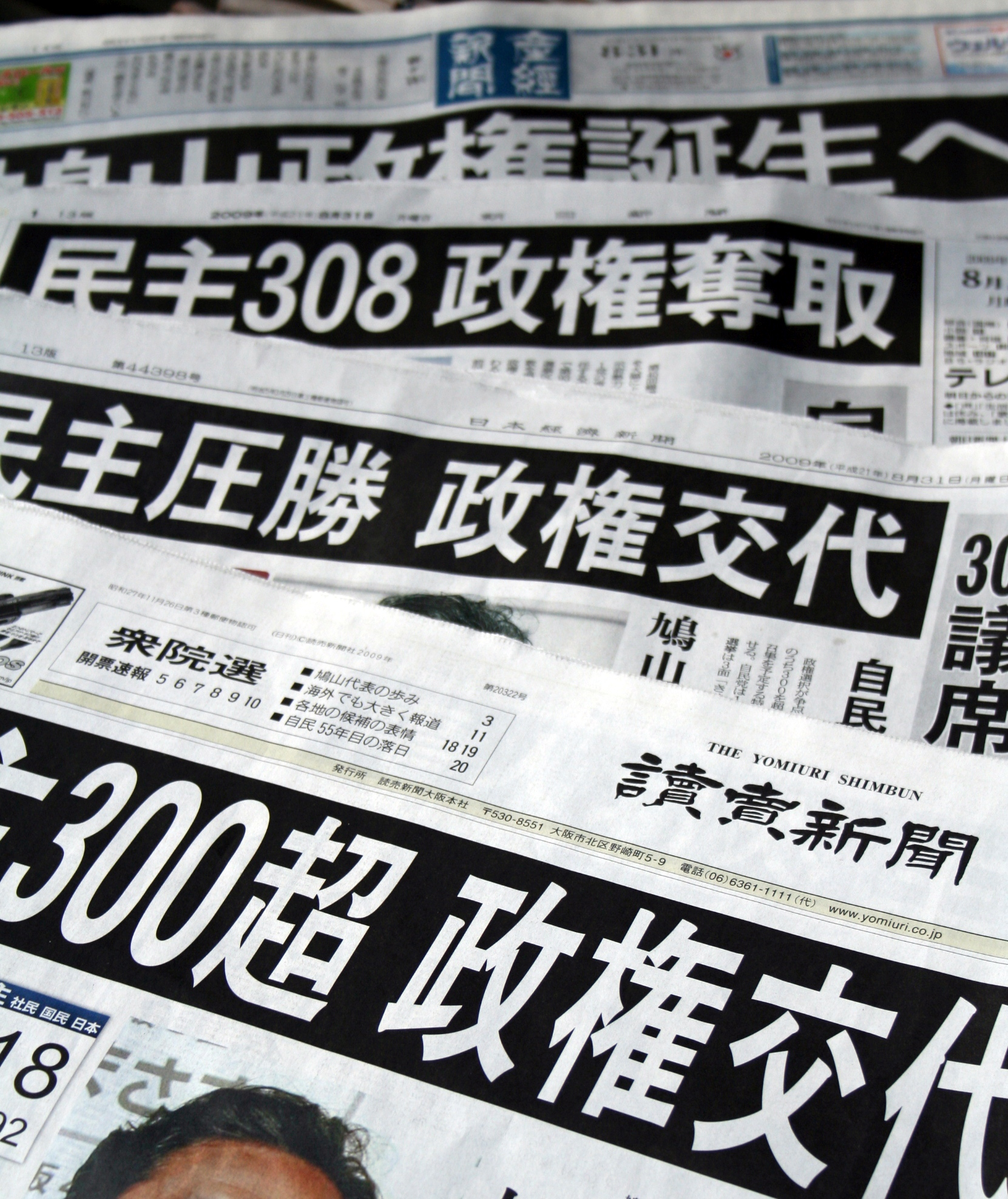
選挙結果を伝える日本の新聞

- - 衆院選全480議席が確定。議席数は自民119、民主308、公明21、共産9、社民7、国民新3、みんなの党5、新党日本1、新党大地1、無所属6。
  - 東京地検特捜部が鳩山の献金問題の捜査に動き出す[6]。
  - 民主党が日本郵政グループの株式売却を凍結する「郵政民営化見直し法案」を国会へ提出する方針を固める。この法案は日本郵政の上場・民営化の手続きを停止させ、4つに分社された郵政事業を見直す内容[7]。
  - 鳩山由紀夫民主党代表が、『ニューヨーク・タイムズ』に掲載されたみずからの論文がアメリカ合衆国内で批判されていることについて、「決して反米的な考え方を示したものではないことは論文全体を読んでいただければわかる」と発言[8]。
- 9月1日
  - 民主党が北朝鮮貨物検査特別措置法案を提出する方針を固める。審議拒否で民主党が廃案にした麻生内閣の法案と同様の内容。党幹部が「なるべく早く法案を成立させる必要がある」と述べる[9]。
  - 亀井静香国民新党代表が鳩山由紀夫民主党代表と会談し、連立協議を進めることで合意[10]。
  - テレビ朝日の昼番組で、福島瑞穂社民党党首が海上自衛隊によるインド洋での給油活動について、即時撤退にこだわらない考えを明らかにする[10]。
  - 民主党の公約「米軍普天間飛行場の沖縄県外への移設」について、米国のジョン・ケリー国務省報道官は、「普天間飛行場を沖縄県名護市の米軍基地内に移設する日米合意案の再交渉を行うつもりはない」と言明した[11]。
- 9月2日
  - 社民党が3党連立協議への参加を全国代表者会議で正式決定[10]。
  - 民主党が「予算の組み替え」を宣言するが、具体的な指示が出せずに財務省の予算編成作業が完全に停止[12]。
  - 消費税について、鳩山由紀夫民主党代表は、「マニフェストを実現し、政治に対する不信感が少しずつ払拭されたとき、国民にいろんな意味で負担をお願いすることも将来出てくる可能性があろうかと思っている」と発言[13]。
- 9月3日
  - 鳩山と田中康夫新党日本代表が会談。田中の政策案に対し、鳩山が、「いいアイデアが浮かんだ。サンダーバード隊のようなものを国連演説に入れたい」と回答[14]。
  - ニューヨーク・タイムズ紙掲載の論文について 日本の月刊誌とアメリカの通信社とのあいだで見解の相違があったと報じられる。鳩山はこの問題について「一部だけとらえられた」と不快感をしめした[15]。
- 9月4日
  - 民主党、社民党、国民新党の3党が、インド洋給油活動を行う海上自衛隊を来年1月までに撤退させることや、アフガニスタン本土の人道復興支援の重点実施などの方針について一致[16]。
  - 鳩山と権哲賢駐日韓国大使が会談。「（次期政権は）歴史認識でも過去を直視できる政権になる」と述べる[17]。
- 9月5日
  - 岡田克也幹事長が外務大臣に、菅直人代表代行が国家戦略担当相と副総理を兼務することがそれぞれ内定。鳩山が小沢一郎民主党代表代行に「国会や党のことは人事を含めて幹事長に任せるからしっかりやってほしい」と要請。党・国会人事を小沢に一任[18]。
- 9月7日
  - 鳩山が「朝日地球環境フォーラム2009」のスピーチで、日本の2020年までの温室効果ガス排出削減の中期目標について、「1990年比25%削減をめざす」、「あらゆる政策を総動員して実現をめざす」と発言[19]。
- 9月8日
  - 鳩山が東京・八重洲の京セラ東京八重洲事業所を訪問し、同社の稲盛和夫名誉会長と約20分間会談。平野博文役員室長も同席した[20]。
  - 岡田克也幹事長が「鳩山さんはいろいろなことをいうのであまり引用しない方がよい」と発言[21]。
- 9月10日
  - 岡田克也幹事長が、「麻生首相のもとで出てきた恥ずかしい数字は、もう全部白紙に戻す」と発言[22]。岡田と鳩山が政権発足後に米国による核持ち込みを認める密約問題を政権発足後に調査すると明言[23]。
- 9月11日
  - 小沢一郎民主党代表代行が在日韓国・朝鮮人などの永住外国人に地方選挙権を付与する法案を来年の通常国会に提出することに前向きな考えを示す[24]。
  - 新政権の人事が小沢一郎代表代行の意見をうけ15日以降へ持ち越されることとなる[25]。
  - 岡田克也民主党幹事長が事務次官会見を廃止する方向で検討していると発言[26]。
- 9月12日
  - 民主党の輿石東参院議員会長兼代表代行が教員免許更新制度の廃止を盛り込んだ教育職員免許法改正案を提出する考えを明らかにする[27]。
- 9月13日
  - 民主党が「公務員制度改革実施計画（2011-13年度）」を策定する方針を固める。人事院勧告制度見直しによる給与引き下げと大幅な人員削減を盛り込む見通し[28]。
- 9月14日
  - 民主党が地球温暖化ガス排出量削減目標達成のため、日本国外から取得する排出枠や森林の吸収分も含めて計算する方針を固める[29]。
  - 東アジア共同体について、ニューヨークで開催される日中首脳会談で、鳩山が胡錦濤中国国家主席に協力を要請することを表明[30]。
- 9月16日
  - 藤井裕久民主党最高顧問が、外国為替市場の円高傾向について、「緩やかな動きであれば介入には反対だし、介入できない」と発言。円相場が瞬間的に約50銭上昇した[31]。

### 内閣成立後

#### 9月
- 9月16日
  - 衆議院議員鳩山由紀夫が国会において首班指名をうけ、組閣人事をおこなった。同日、皇居宮殿での親任式にて明仁天皇から内閣総理大臣に任命されるとともに、閣僚の認証官認証式を執り行った後に正式に鳩山由紀夫内閣が発足。
  - 鳩山は首相官邸の記者会見で、「子ども手当」などの政策の財源について『7兆円の初年度分は十分めどができている』と説明した[32]。また、西松建設事件を「国策捜査」と、法務・検察当局を批判したことについて発言の撤回を行った。
- 9月17日
  - 長妻昭厚労相は2009年4月に廃止された生活保護の母子加算を最低でも年内に復活させると発表した[33]。
  - 千葉景子法相は就任記者会見で「人権侵害救済機関を早急に実現したい」と述べ、内閣府の外局として設置する考えを示した。
  - 赤松広隆農水相は販売農家に生産費と市場価格の差額を補てんする戸別所得補償政策を2011年度から本格実施する意向を表明した。
  - 小沢鋭仁環境相は二酸化炭素の排出量などに応じて課税をする「地球温暖化対策税」を4年以内に導入する方針を明らかにした。
- 9月23日

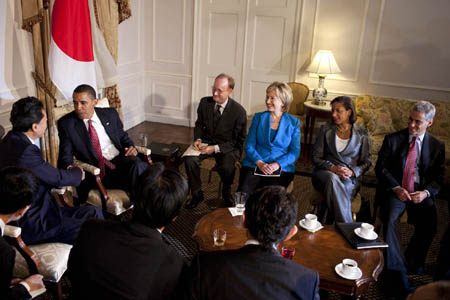
オバマ米大統領との会談（ニューヨーク）

- - 日米首脳会談が開催される。鳩山はアフガニスタン支援策として「現地警察官の訓練」をオバマ米大統領に提案した。具体的な訓練内容については不明[34]。
- 9月28日
  - 直嶋正行経済産業相は、平成21年度補正予算の一部事業の執行停止について、麻生内閣が決定した研究機関などへの補助金は、「重要性に疑問符がつくものはなかった」とし、「全部いるものばかり。これからどうするかは、難しいところがある」と述べ、具体的な停止対象の選択に苦慮している様子をにじませた[35]。
  - 直嶋経済産業相は円高進行による中小企業を含む輸出企業への影響について調査するよう事務当局に指示した[36]。
- 9月29日
  - 鳩山は拉致問題の解決について「これから真剣に考える」と記者団に語った[37]。
  - 「モラトリアム（支払い猶予）法案」について、鳩山は、「元本支払いを猶予し、金利は支払いをするという法案を考えてみたい」と見解を述べた[38]。
  - 長妻昭厚労相は、2007年6月30日に安倍内閣が成立させた社会保険庁改革関連法案の予定にしたがって、2010年1月に社会保険庁の後継組織「日本年金機構」を発足させる方針を固めた[39]。この社会保険庁改革関連法案は野党時代の長妻が「年金責任逃げ切り法案だ」と強く批判していた法案[40]。
  - 藤井財務相は、急上昇する円高について、「円高が急激過ぎる」、「円相場が異常な事態になれば、色々あり得る」と為替介入を示唆した[41]。
  - 藤井財務相は、急上昇する円高について、「誤差の内だ」とし、「為替というのはいろいろな動きがある。過剰反応しない方がいい」と財務省内で記者団に語った[42]。
- 9月30日
  - 川端達夫文部科学相が、「ニューハーフショーパブ」、「キャバクラ」などの店への支払いに、数年間にわたり政治資金から114万円を支出していたことが発覚した[43]。
  - 平野官房長官は記者会見で、鳩山が日米首脳会談で、アフガニスタン支援策としてオバマ米大統領に「現地警察官の訓練」を挙げたことについて、その可能性はないと否定した[44]。
  - 「モラトリアム（支払い猶予）法案」について、亀井静香金融相は「元本だけでなく金利も検討対象にする」と発言し、前日に鳩山が元本のみの返済猶予に言及したことについて亀井は、「首相のいう『友愛』は言葉だけでいっても仕方がない。首相を意見の相違はない」と一蹴した[45]。また、「500%成立しないことはない。『やれ』ということで鳩山首相は私を金融大臣にした」と述べ、秋の臨時国会で成立させることを意欲をみせた[46]。
  - 菅直人国家戦略・経済財政担当相は「マクロ経済政策を実施したい」と述べ、民間エコノミストらとの意見交換会を週1回ペースで開くことを決定した[47]。
  - 菅直人国家戦略・経済財政担当相は、経済不況を研究する「世界金融・経済危機研究事業」、専門的知識を持つ海外の人材をデータベース化する「外国人高度人材ネットワーク構築事業」、インターネットで行政情報を入手できる「国民電子私書箱」の調査・分析関連事業の3事業を不要と判断し、予算執行を停止する方針を固め、政務三役会議で承認された。菅は、「総額4億2000万円のうち、すでに支払われた金額と違約金の支払いを差し引き、約2700万円が政府に戻ってくる」と説明した[48]。
  - 前原誠司国土交通相は、日本航空が日本国外の金融機関の間で旅行会社向けの保険適用除外の対象とされたり、クレジットカードによる発券の取引を停止されたりする動きがあるなど、日本航空が国際的な信用不安の対象となっていることを記者会見で報告した[49]。
  - 子ども手当創設のための関連法案について、長妻厚労相が10月の臨時国会への提出を見送ることを明らかにした[50]。
  - 夫婦別姓法案について、千葉景子法相と福島瑞穂費者・少子化担当相は10月の臨時国会への提出を目指すことを明らかにした。「（夫婦別姓は）家族のきずなを弱めるものでは全くない。強制でもなく選択肢の拡大だ」と意義を強調した[51]。
  - 川端達夫文部科学相ら民主党の5議員の政治団体が政治資金収支報告書でキャバクラやニューハーフショーパブへの支払い代金（5年間で計500万円以上）を政治活動費として計上していた問題について、平野博文官房長官は記者会見で「適切か不適切かは国民の皆さんが判断されることだと思う」と見解を述べた[52]。
  - 求職者の生活を支援する基金（職業訓練費用/低スキル者を採用する企業に対する補助金/長期失業者への就職、生活、住居支援/出稼ぎ日系人の帰国支援/企業が倒産した研修生への帰国支援）7000億のうち4000億円が、平成21年度補正予算の見直しのため執行停止される[53]。
  - 鳩山内閣のメールマガジン「ゆう&あい」が創刊される[54]。
  - 鳩山イニシアチブに関して、国民への負担や経済的影響がどの程度のものになるのかを試算する閣僚委員会が開催される[55]。

#### 10月
- 10月1日
  - 森田高国民新党政務調査会長代理は、『朝日新聞』へのインタビューで、「陳情ルートは今までとは全く変わる。野党である自民党議員が陳情をしても、役所が全く相手にしない状況を小沢一郎氏が作った」と政権交代の結果を説明した[56]。
- 10月3日
  - 原口総務相の政治団体が、NTT労働組合の政治団体アピール21から500万円の寄付をうけながら、政治資金収支報告書に記載していないことが判明した[57]。
- 10月4日
  - 衆議院予算委員会で、公明党の富田茂之議員が、民主党の議員たちがNTT労働組合の政治団体アピール21から、西松建設事件と同様の手法（企業団体が献金用の政治組織を作って献金をする）で献金をうけていることについて、原口総務相に質問した。原口総務相は「企業団体の献金は禁止されているが、政治組織からの献金は合法。また、企業団体が政治組織を作るのは自由である」と問題がないとの見解を示した。鳩山首相も答弁で追認した。
- 10月7日
  - 鳩山が、在日米軍再編のマニフェストを、「時間によって変化する可能性は否定しない」、「マニフェストを絶対に変えてはいけないという、そんな石頭で首相はやっていない」と述べ、普天間飛行場の移設を合意を容認する可能性を示唆した[58]。
- 10月9日
  - 鳩山は日韓共同記者会見で在日韓国人への地方参政権付与について実現に意欲をしめした[59]。
- 10月10日
  - 長妻厚労相は2010年度予算の概算要求で、日本年金機構の年金記録問題に対応する非正規職員を含めた人件費の増額を盛り込む考えを示した[60]。
  - 鳩山が日中韓ビジネス・サミットに出席。日本の政治指導者の問題で「政冷経熱」と小泉純一郎元首相の外交姿勢を批判し、「新しい政権はアジア重視だ。歴史を直視しながら、未来志向で臨んでいきたい」と強調した[61]。
  - 日中首脳会談が開催。鳩山首相、岡田外相、直嶋経済産業相、松野官房副長官らが参加。靖国神社に閣僚が参拝しないことを強調した。東シナ海を「友愛の海」にしたいと提案し、同意を得る。東シナ海の白樺ガス田を中国が単独開発を進めていることについては、温家宝首相が日中協議の先送りを提案し、鳩山首相も「その通りだ」と同意した[62]。
- 10月13日
  - 北朝鮮が朝鮮半島東海岸でミサイルを発射したことについて、鳩山が遺憾を表明[63]。
  - 子ども手当の財源について、長妻厚労相が地方に負担を要請することを検討[64]。
  - 前原国交相、羽田空港を24時間運用の国際ハブ空港とする考えを表明[65]。
- 10月14日
  - 子ども手当の財源を長妻厚労相が地方に負担を要請することを検討したことについて、原口総務相が、「子育て手当の財源を地方に求めるなら、選挙すべき」と強く反対を表明[66]。
  - 子ども手当の財源について、長妻厚労相が全額国費で要求することを表明[67]。
- 10月15日
  - 菅直人副総理は、NHK『クローズアップ現代』で、官僚主体政治からの脱却を説明する流れの際、立法と行政の分権が損なわれることにならないかとの主旨の質問に対し、「三権分立は憲法の規定にない」「（明治憲法下での天皇の統帥権を引き合いに出しながら）総理にすべての権力が集中するのが当たり前である」と説明した。
  - 平成21年度補正予算の見直しによる3兆円の財源確保について鳩山は、「みんな必死にがんばっている。3兆円が独り歩きしているが、一応のめどだ」と目標数値を下方修正した[68]。
- 10月16日
  - 平成21年度補正予算の見直しによる3兆円の財源確保が実現できなかったことについて鳩山は、「我々の努力目標として高く掲げられるから、いいんじゃないでしょうか」と総括した[69]。
  - 平成22年度予算の概算要求の総額が最終的に約95兆円と過去最大に膨らんだことについて、藤井裕久財務相は、「今の国の状況からみて、この要求に対しては厳しく対応しないといけない。衆院選のマニフェストに書いていない政策はさらに切り込んでいく」と鳩山に報告した[70]。
  - 平成21年度補正予算の見直しにより、平成22年度の科学研究費補助金の新規募集課題の公募停止が決定[71]。
- 10月18日
  - 子ども手当の財源について、野田佳彦財務副大臣が、「現行の児童手当と同じ考え方をすると負担は国と地方と事業主で、ということも考える」と述べ、財源を地方自治体や企業にも求めていく方針を示した[72]。
  - 田園調布の環境イベントに参加した鳩山首相は「温室効果ガスの25%削減は達成できる国民だと確信している」と鳩山イニシアチブ（温室効果ガスの25%削減）について述べた[73]。
  - 岡田克也外相は、アメリカに核兵器の先制不使用を求めていく考えを示した[74]。
- 10月19日
  - 鳩山首相は、マニフェスト実現のため、赤字国債を発行するべきではないという世論調査の結果を受け、「マニフェストにこだわるのは国民に対して失礼になる」と発言し、マニフェストにこだわらない方針を示した[75]。
  - 子ども手当の財源について、平野博文官房長官が「マニフェスト（政権公約）に『全額国費』と書いていますか」と指摘し、地方負担の可能性に言及した[76]。
- 10月20日
  - 子ども手当の財源について、鳩山首相は「『地域に負担をさせる』は財務省の官僚の考え方であり、無駄遣いを徹底的になくして、国が全額負担するのは当たり前だ」と説明した[77]。
  - 子ども手当の財源について、所得税から扶養控除と配偶者控除の廃止するだけではなく、住民税からも控除を廃止する方向で検討していることを表明した。年収700万円の夫婦・子ども2人（1人は16-23歳未満で廃止対象外の特定扶養控除に該当）の世帯では、所得税8.5万円、住民税6.6万円と合計15万円の増税となる試算[78]。
- 10月21日
  - 日本郵政の新社長に斎藤次郎元大蔵次官を起用することを決定[79]。
  - 北朝鮮関係船舶に対する貨物検査法案について、鳩山首相は「海上保安庁のみで対応し、自衛隊の関与は将来的にも不要」という考えを強調した。民主党が廃案にした麻生内閣による同法案は、海保のみで対応できない場合は海自による活動も認める内容だった[80]。
  - 米軍の普天間飛行場の移設問題について、北澤俊美防衛相は「この問題に時間を浪費するいとまはない」と問題解決に時間をかけることは建設的ではないと述べた[81]。
  - ロバート・ゲーツ米国防長官が10月21日から22日にかけて、北朝鮮の拡大抑止強化で連携を図る目的で来日したが、普天間飛行場の移設問題など、在日米軍再編の過去の合意の順守問題に多くの時間が割かれた。『産経新聞』によれば、アメリカ側は「（鳩山政権は）核の抑止力強化に力点を置いていない」「（日米関係について）最悪といわれた盧武鉉政権下の米韓関係よりも悪い状況」と見ている。同紙はゲーツ国防長官が防衛省での栄誉礼や北沢防衛相との食事を辞退したことについて、「同盟強化よりも後ろ向きな姿勢ばかりが目立つ鳩山政権への強烈な不快感の表明」と報じている[82]。
- 10月23日
  - 鳩山首相は米軍普天間飛行場の移設問題について、「（日米が）お互いにいかにリスクを回避するかだ。それが外交だ。あせることはない」と述べ、時間をかけて調整を進める考えを示した[83]。
  - 岡田外相は、閣僚懇談会で、国会開会式での天皇のおことばについて、宮内庁に見直しを検討するよう求めた（岡田克也#主な発言を参照）。
- 10月24日
  - 鳩山首相は東南アジア諸国連合（ASEAN）議長国タイのアピシット・ウェーチャチーワ首相と会談し、自らが提唱する東アジア共同体構想について、「ASEANが中核となる。その中で日本がしっかりとした役割を果たしていきたい」と説明し、ASEANの参加を求めた。また、12月にコペンハーゲンで開かれる第15回気候変動枠組条約締約国会議（COP15）について「国の経済規模、発展段階の差はあるが、共通の目標に向かって協力する必要がある」と述べた。アピシット首相は、構想については特に反応を示さなかったが、COP15に関する発言には賛意を示した[84]。
  - 鳩山首相が提唱する東アジア共同体構想について、中国の温家宝首相は、「東アジア各国は社会経済の制度や発展水準が異なり、一つの共同体を形成するには順を追って進める必要がある」と見解を述べ、拙速な行動をしないように求めた[85]。
- 10月28日
  - 鳩山首相は韓国船籍のコンテナ船が護衛艦くらまに衝突した件について、「日韓関係にいささかでも差し障りがあるようなことにならないようなことが大事だ」と指示した[86]。
  - 小沢鋭仁環境相が記者会見にて、2010年度の税制改正要望に地球温暖化対策税（環境税）の創設を盛り込む考えを表明。二酸化炭素の排出削減を目的としたもので、ガソリン・軽油・石炭など、化石燃料全般が課税対象となる[87]。民主党は野党時代、国民の家計のためにガソリンや灯油などの油に対する税金（暫定税率）の廃止を主張していた。
- 2009年10月30日
  - 鳩山首相は反捕鯨国のオランダのバルケネンデ首相と会談し、日本の捕鯨問題の話題に触れると「私はクジラ肉は大嫌いだ」と発言した[88]。

#### 11月
- 11月1日
  - 日中首脳会談が開催される。鳩山首相は靖国神社参拝問題について、自身も鳩山内閣の閣僚も一切参拝しないことを重ねて強調した。また、日中が共同開発で合意している東シナ海の白樺ガス田を単独開発している件については、温家宝首相から「『急がば回れ』という言葉もある」と諭され、「その通りです。まさに『急がば回れ』です」と応じ、問題を先送りにすることに合意した。鳩山首相は温家宝首に「東シナ海を友愛の海」にしたいと訴え、一定の同意を得た[89]。
- 11月2日
  - 鳩山首相は衆議院予算委員会で、2010年度の新規国債発行額について、44兆円を超えないよう努力するとの決意を示した。
  - 鳩山首相が株を売って得た7226万円の所得を税務申告していないことが発覚する[90]。
- 11月4日
  - 鳩山首相は衆議院予算委員会で、自らの政治資金収支報告書の虚偽記載問題について、「それなりの責めは感じている。」と述べた[91]。
  - 鳩山首相は衆議院予算委員会で、自衛隊の活動に関連し、イラク戦争について、「（アメリカが）イラクに対して戦争を仕掛けたことは間違っていた」と述べた。
- 11月3日
  - 政府がアフガニスタン復興支援策の骨格をまとめた。2010年から5年間の総額で40億ドル程度となる見通し。内容はタリバン兵士への有給の職業訓練実施など。自衛隊はアフガニスタンの治安が悪いことなどから参加はさせない方針。
- 11月5日
  - 峰崎直樹財務副大臣が、自動車関連の税制について、「環境に対して悪い数値のものは、むしろ少し税を重くするのが基本的な考え方だ」と述べ、燃費が悪い車などを対象とした増税を検討することを記者会見で発表した[92]。
- 11月4日
  - 鳩山首相は、虚偽献金問題に関し、鳩山家の資産管理会社「六幸商会」の資金が偽装献金の原資として流用されていた事実を認めた。
- 11月16日
  - 小沢環境相は、鳩山イニシアチブの一環として、途上国の地球温暖化対策支援のため、日本が3年間で総額90億ドル（約8000億円）を拠出する方針を明らかにした[93]。
- 11月11日
  - 鳩山首相は、自分の資産報告漏れ問題について「恵まれた家庭に育ったものだから、自分自身の資産管理が極めてずさんだったことを申し訳なく思う。」と反省を述べ、「しっかりと国民の皆さんの目線にあった政治を行っていきたい」と国民目線での政治を行うことを強調した[94]。
- 11月12日
  - 鳩山首相はシンガポールの新聞社などのインタビューに応じ、「（日本が）中国に経済力で抜かれることは人口のサイズから言っても当然だ。」と見解を述べた。
- 11月13日

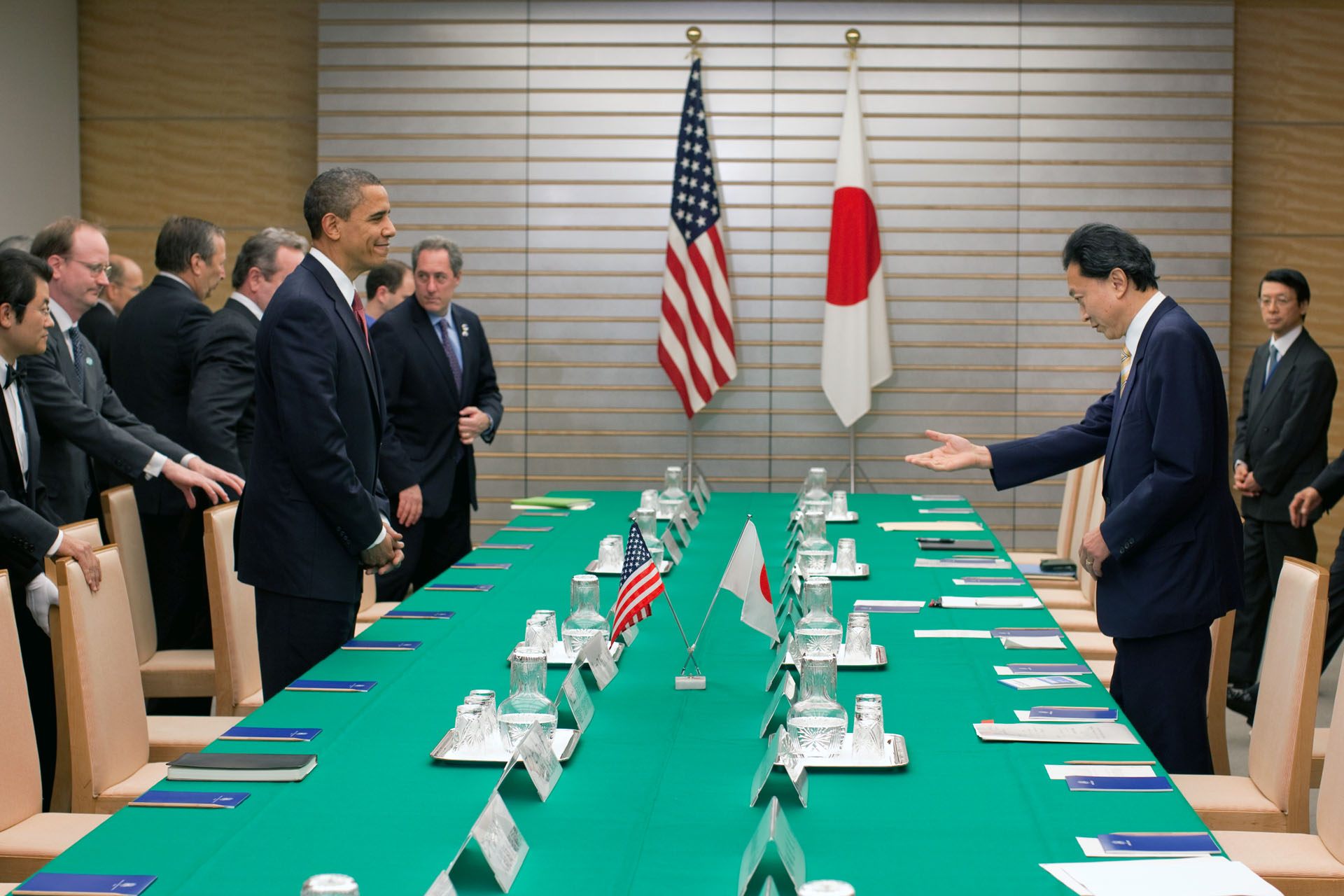
オバマ米大統領との会談（東京）

- - 日米首脳会談が開催される。鳩山首相は「友愛の船」構想を提案するが、オバマ大統領に説明を中断され別の話題を持ち出される[95]。
  - 鳩山首相は、オバマ米大統領を日本に残し、深夜にアジア太平洋経済協力会議首脳会議出席のためシンガポールへ。来日中の外国首脳を残し、首相が外遊に出発するのは極めて異例。
- 11月14日
  - シンガポールでブルネイのボルキア国王と会談し、個人に対し所得税が課せられていないブルネイの税制について「国民に税金が課されていないと聞いた。日本国民もブルネイに移住したいと考えるだろう」と述べた[96]。
  - オバマ大統領は、東京でアジア外交政策に関する重要演説をし、「北朝鮮による日本人拉致問題の解決なしで、北朝鮮と近隣国の関係正常化は無理」と強調し、「拉致問題解決こだわらない」とする鳩山首相の外交姿勢を牽制した。
- 11月16日
  - 直嶋正行経済産業大臣が、石油連盟との懇談会で、同年7-9月期国内総生産（GDP）の数字を同日8時50分の公表前に漏らしていたことが判明[97]。直嶋大臣は、「ケアレミスだった」と謝罪した[98]。
- 11月18日
  - 鳩山首相は「JASRAC創立70周年記念祝賀会」において、「JASRACは70周年ですから、（著作権の保護期間を現在の「著作者の死後50年」から）70周年に延ばすことを最大限の努力をする」と明言した[99]。
- 11月25日
  - 2010年度の防衛力整備方針案が公開。子ども手当などのマニフェストの財源を捻出するため、厳しく予算を削減する方針を決定[100]。
- 11月26日
  - 菅直人副総理・国家戦略担当相の資金管理団体で全国後援会の「草志会」が、支持者から集めた年2万円の「後援会費」を「寄付」として処理し、税額控除に必要な書類を総務省に交付させていたことが発覚。
- 11月27日
  - 千葉景子法相は閣議後会見で、慰安婦への補償や、永住外国人への地方参政権付与を求める市民集会に祝電を送ったことを明らかにした[101]。
- 11月30日
  - 以下10法案がこの日の参院本会議で可決・成立した[102]。
    - 中小企業等金融円滑化法
    - 新型インフルエンザ対策特別措置法
    - 改正一般職給与法
    - 改正特別職給与法
    - 改正国家公務員育児休業法
    - 改正裁判官報酬法
    - 改正検察官俸給法
    - 改正裁判官育児休業法
    - 改正防衛省職員給与法
    - 肝炎対策基本法 [103]

#### 12月
- 12月1日
  - 鳩山首相は、臨時国会での党首討論を行わないことを決定する。党首討論の制度導入後、国会で党首討論が行われないのは国政選挙後の短期国会を除けば、鳩山由紀夫内閣が初めて[104]。
- 12月2日
  - 政府は、巨額脱税など悪質な犯罪に厳しく対処し、脱税を防止するのために、2010年度税制改正に脱税に対する罰則強化を盛り込む方針を表明[105]。
  - 鳩山由紀夫首相と日本労働組合総連合会（連合）の古賀伸明会長の会談が首相官邸で開かれる。経済対策について「税収が減っているので、ない袖は振れないのか」と意見が出されると、鳩山首相は「ない袖は振るものだ」と答えた。
- 12月4日
  - 国会が閉幕。政権発足後の国会会期日数は40日で、自公連立政権時代（安倍-85日、福田-112日、麻生-93日）の半分以下。
  - 鳩山首相と民主党の小沢幹事長が会談。小沢幹事長は首相との会談を否定したが、鳩山首相が「まぼろしの方とお会いした。」と述べ、補正予算への対応を相談するために会談を持ちかけたことを認めた[106]。
- 12月7日
  - 鳩山首相は、小沢幹事長と連名で、衆院選で優秀な成績を収めた都道府県連を表彰することを表明した[107]。
  - 松野頼久官房副長官らが、首相公邸で鍋パーティを開いて、首相を励ます[108]。
- 12月8日
  - 鳩山首相は、国債発行額が過去最大の53兆円になる見通しについて問われ、「経済対策をもっと早く打てば良かった。ここまで不況が深刻になってしまったことは残念」と述べる一方、国債発行額を44兆円以内に抑える努力を続けていくことを改めて表明する[109]。
- 12月11日
  - 鳩山首相は、米軍普天間飛行場の移設問題に関し、日米合意の全面履行は困難であることを表明[110]。
- 12月14日
  - 鳩山首相は、中国の習近平国家副主席の来日にあわせて、政府が特例措置として天皇との会見を指示したことへの批判について「日中関係をさらに未来的に発展させるために大変大きな意味がある。私は判断は間違ってなかった。本当に大事な方であれば、天皇陛下のお体が一番だが、その中で許す限りお会いになっていただく。」と述べ、正当性を強調した[111]。
- 12月15日
  - 鳩山首相は、中国の習近平国家副主席の来日にあわせて、政府が特例措置として天皇との会見を指示したことへの批判について「中国の副主席が日本で活動している最中にこういう状況になったのは大変残念だ。将来の（中国の）リーダーになる可能性の高い方ですから、国民の皆さんをあげて、喜びの中でお迎えすべきではないか」と述べた[112]。
- 12月18日
  - 普天間基地問題について与党3党が協議。移設先を当分決めないことで正式に合意した[113]。
- 12月21日
  - 鳩山首相がガソリン税などの暫定税率を引き下げる公約を、民主党・小沢幹事長（その後菅内閣や野田内閣のマニフェスト見直しについて痛烈な批判を展開しているが、最初に彼の手によりマニフェストが見直されている。）の意向を受けて撤回する[114]。
  - 鳩山首相は、自身の資金管理団体「友愛政経懇話会」の収支報告書虚偽記載問題で、政治資金規正法違反容疑を否定する内容の上申書を東京地検特捜部に提出した。現職首相が捜査機関に上申書を提出するのは憲政史上、極めて異例[115]。
- 12月22日
  - 千葉法相が、麻生内閣が取りまとめた「殺人罪・強盗殺人罪などの重大事件で公訴時効を廃止する」法制改革案を白紙に戻すことを決定。
  - 2010年度の税制改正大綱が決定される。1兆円規模の減税だった麻生政権の大綱から一変し、扶養控除や特定扶養控除の廃止・縮減などを実施し、9800億円の増税改正となった。増税について、鳩山首相は「増税は国民の信頼がなければできないことだ」と述べ、自賛した。
- 12月23日
  - 政府の行政刷新会議は、ハトミミ（行政の無駄や不正情報を官僚や国民から集める窓口）に有益な情報を提供した通告者に対し、金品を提供する方針を固めた[116]。
  - 鳩山首相は子ども手当の全額国費負担の公約のため、5680億円[117]を地方に負担させる現行の児童手当を残すことを決定[118]。
  - 2010年度診療報酬が決定される。歯科2.09％増、医科1.74％増、調剤0.52％増。全体で0.19％増額。ネットプラス改定は2000年度以来10年ぶり[119][120]。
- 12月24日
  - 鳩山首相が、自身の資金管理団体をめぐる政治資金規正法違反事件について会見。
- 12月25日
  - 総理官邸の指導により、地理歴史科の高校新学習指導要領から竹島に関する記述が外される[121]。
  - 千葉法相が選択的夫婦別姓制度導入のための民法改正案について、2010年度の国会で成立させることを表明した[122]。
- 政府は、高速道路の割引制度について、ETC搭載車に限った休日上限1000円の制度を全廃し、普通車の上限を2000円とする方針を固める。
- 12月26日
  - 鳩山首相が「地方と国の関係を逆転させるような憲法改正を行いたい」と意欲を示す[123]。
  - 仙谷行刷相が高齢者の資産に課税することを検討すべきだとの認識を示した[124]。
- 12月27日
  - 亀井金融大臣が、テレビ朝日の番組で、天皇との会見の際に「権力の象徴であった江戸城（跡の皇居に）にお住まいになるのは、お立場上ふさわしくないのではないか」と話したと述べた。閣僚が皇室との会話の内容を明らかにするのは極めて異例[125]。
- 12月28日
  - 直嶋経産相は、鳩山由紀夫内閣の成長戦略について、鳩山内閣が推進している家計支援を軸にした内需主導の成長は「日本は人口減少社会なので、国内だけで成長するのは難しい」と見解を示した。また「アジア全体の所得を倍増させるために、日本の技術を提供していきたい」という政府の目標を示唆した[126]。
- 12月29日
  - 『ワシントン・ポスト』が、鳩山はオバマ大統領に普天間基地問題の年内解決を約束する書簡を送っていたと報じる。
  - 鳩山は外遊先のインドで普天間基地問題について「2010年5月に結論を出す」と表明した。また、「普天間問題では、私は常に一貫した発言を続けている」と強調し、マスコミ報道を批判した[127]。

### 2010年

#### 1月-6月
- 1月4日
  - コンサルティング会社ユーラシアグループが鳩山政権を世界10大リスク(Top risks of 2010)の第5位に挙げた[128][129][130]。
- 1月6日
  - 藤井裕久が体調不良を理由に財務大臣を辞任。後任には菅直人副総理が就任。
- 1月8日
  - 鳩山は、鳩山イニシアチブの一環として、地球温暖防止に向けた国民運動「チャレンジ25キャンペーン」を14日に立ち上げることを明らかにした。鳩山がリーダー役を務め、小沢環境相がサブリーダーとなる[131]。
- 1月12日
  - 赤松広隆農水相が在日本大韓民国民団の新年パーティーで、参政権を条件に民団から組織的な選挙支援を受けたことに「心から感謝申し上げる」と謝意を示し、日本における外国人参政権付与を実現させることを公約として約束した。なお、日本人に対するマニフェスト（政権公約）に、外国人参政権付与を盛りこんではいない[132]。
  - 日本における外国人参政権付与について、鳩山首相が「（与党内の）理解は得られると思っている」と発言するが、亀井金融相が「法案提出について民主党から打診はない。国民新党は賛成していない。憲法の精神の面からも参政権は慎重に扱うべきだ。参政権が得たい人は帰化すれば済む。帰化しやすくすることを考えればいい」と首相の考えを否定した[133]。
- 2月2日
  - 鳩山首相はメキシコのカルデロン大統領と会談。会談後の記者会見で「メキシコも日本も、経済は対米依存だった。そこから脱却していこうではないかという認識を互いに持った」と述べた。その後、外務省が「メキシコ側にそのような発言はなかった」と否定をした[134]。
- 2月10日
  - 民主党の枝野幸男が行政刷新担当相に就任した。なお、行政刷新担当相を兼務していた仙谷由人は国家戦略担当相の兼務を解いて任命された[135]。
- 3月9日
  - 外務大臣岡田克也はいわゆる「密約」問題に関する調査結果を発表した[136]。
- 3月24日
  - 2010年度の本予算が参議院の議決をもって成立した[137]。
- 3月26日
  - 初めて記者クラブに属さない記者・ジャーナリストが参加した内閣総理大臣の記者会見が開催された[138]。
  - 子ども手当法が参議院で可決、成立した[139]。
- 3月31日
  - 高校無償化法案が成立、公立高校の授業料の無償化と高等学校等就学支援金制度がスタートする[140]。
- 4月13日
  - 核安全保障サミットに鳩山が出席し、食事会で設けられたオバマ大統領と10分間の非公式会談で、アメリカのイラン制裁への支持を約束する。また、鳩山総理が普天間基地移設問題を混迷させていることについて、オバマは鳩山に「（貴方は）信頼出来るのか」と強い不信感を表明した。アメリカ側の態度に驚いた日本政府は会談内容を文書に残さないようにした[141]。
- 4月22日
  - 鳩山の元公設秘書が政治資金規正法違反で有罪判決を受ける。鳩山は「身を粉にして国民のために働かせていただき、政権交代により、大きく政治を変えてほしいとの期待に応えることで責任を果たしていきたい」と述べ、責任をとることを表明した。
- 4月27日
  - 殺人罪・強盗殺人罪の公訴時効を廃止する改正刑事訴訟法が衆院で可決成立、即日施行された[142]。
- 4月29日
  - 鳩山総理大臣が連合主催のメーデーに出席し、「働いている人が報われる社会にするための政権交代だ。」と挨拶した。[143]
- 5月28日
  - 普天間基地移設問題をめぐり、辺野古沖への移設を軸とした政府案を閣議決定し、閣議で署名を拒否した福島瑞穂が内閣府特命担当大臣を罷免された。この事務代理は、内閣官房長官の平野博文が行うことになった。
- 5月30日
  - 福島瑞穂が閣僚を罷免されたことを受け、社民党が全国幹事長会議で連立解消を決定。これに伴い辻元清美国土交通副大臣も翌31日に辞任した。
- 6月1日
  - 外務省が2010年2月から3月にかけて行った「米国における対日世論調査」によると、アジアにおける米国の最も重要なパートナーは中国であるという結果が出た[144]。中国が1位になるのは1985年以来25年ぶりである[145]。
- 6月2日
  - 鳩山が民主党緊急両院議員総会で首相と民主党代表辞任を正式表明[146][147]。普天間問題の迷走と自身の政治とカネの問題を主な理由とした。声明の中で小沢一郎幹事長と運動員による選挙違反事件を抱えた小林千代美衆議院議員にも辞任を求め、[148]内閣とともに党役員も総辞職する方針が決まった。
- 6月3日
  - 北朝鮮外務省幹部は鳩山由紀夫首相の退陣について「（在日米軍普天間飛行場移設問題での）政権公約を捨てた結果で自業自得だ。失望した」と述べた[149]。
- 6月4日
  - 鳩山の後任を決める代表選挙を兼ねた民主党両院議員総会を前に定例閣議を開催し、内閣総辞職した[150]。なお、同日衆議院と参議院の首班指名を受けた菅直人が天皇より親任されるまでの間は憲法71条の規程により鳩山が職務執行内閣として引き続きその職務を行うこととなる。
  - 永住外国人の地方参政権について、「憲法上、地方首長、議員を選ぶ『住民』とは日本国民を意味するものである」とする政府答弁書を閣議決定。日本国内に居住する永住者への地方参政権の付与は不可能とする政府見解を示した[151]。
- 6月7日
  - 米国のジェフリー・ベイダー国家安全保障会議アジア上級部長は、鳩山政権の下での8か月の日米関係について、「（鳩山政権の米政府と）話している人が権限を与えられているのかどうか、翌日に無効にされないかどうか、といった点が複雑で、混乱させる状況だった」などと批判した[152]。
- 6月8日
  - 歴代の内閣総理大臣が行った内閣記者会を介した公式とされる国民向けの退任会見を行わず、菅直人内閣に引き継ぎ鳩山由起夫は内閣総理大臣を退任した[153]。
- 6月16日
  - 第174回国会は閉会した。会期中に鳩山由紀夫内閣の政府提出法案63本のうち35本が成立し、戦後最低の成立率の55.6%であった[154][155]。

## 内閣支持率

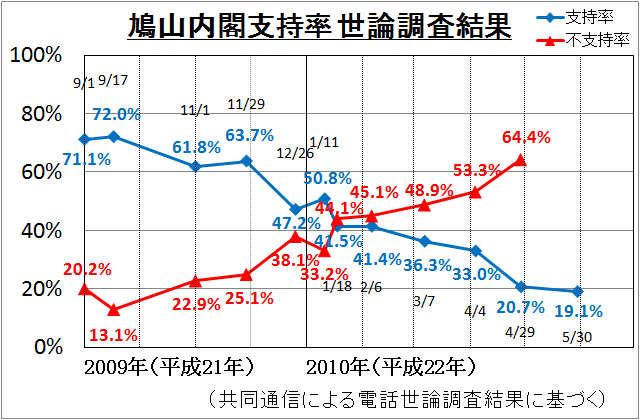
共同通信による電話世論調査の支持率推移

### 2009年
『日本経済新聞』が行った世論調査によれば、発足直後の支持率は75%となっており、歴代2位となった。その後、11月13日に時事通信が行った世論調査では54%、11月10日の『読売新聞』の世論調査でも63%に下降した。
『産経新聞』とFNNが11月23日に実施した合同世論調査では62.5%となり、前回調査より1.6%上昇した。同時期に行われた『日本経済新聞』の世論調査では68%、『毎日新聞』の世論調査では64%と高水準ながらも10月の調査と比較してそれぞれ5%、8%低下した。
『読売新聞』が2009年12月4日から6日にかけて行った世論調査では59%となり、同紙の前回11月の調査より4%低下した。
フジテレビ『新報道2001』が2009年12月10日に行った世論調査によれば、前回12月3日より約4ポイント下落し56.4%となった。12月11日から14日にかけてNHKが行った世論調査では、内閣支持率は先月より9ポイント下がって56%、不支持率は13ポイント上がって36%となった。
12月11日から14日にかけて時事通信が行った世論調査では、前月比7.6ポイント減の46.8%となり、初めて5割を下回った。
『朝日新聞』が2009年12月19日から20日にかけて行った世論調査では48%となり、前回調査（11月14日から15日）の62%から14ポイント下落した。不支持率は34%で前回調査より13ポイント上昇した。同じく12月19日から20日に、『産経新聞』とFNNが行った合同世論調査では、支持率が前回より11.5ポイント減の51.0%、不支持率が17.5ポイント上昇して40.4%となった。
2009年12月21日、鳩山首相は内閣支持率の低下について、「国民からの叱咤激励だと受け止めている。むしろ感謝しながら、より一層力を入れて頑張らなければいけない」と述べた。
民主党は麻生内閣の支持率が20%～10%台にまで低下した際、小沢一郎代表（当時）が「麻生内閣の支持率急落は国民の不満と不信の表れ」、鳩山由紀夫幹事長（当時）が「麻生政権は末期症状で国民の心が離れていることは明らかであり、一刻も早く下野を求める」と批判するなどしていた。
『言論NPO』が2009年12月24日に発表した「鳩山政権100日評価アンケート」によれば、鳩山政権の支持率は33.0%、不支持率は41.4%となっている。

### 2010年
2010年1月、小沢一郎の政治資金収支報告書に関する虚偽の疑惑が高まっていることや、石川知裕衆院議員の逮捕によって急落、共同通信社が、1月17、18日に行った世論調査では、支持は41.5%、不支持は44.1%で不支持が上回る結果となった。時事通信社が2月4日から7日に実施した世論調査では、支持率は35.7%（前月比11.4%減）、不支持率は上昇し、44.7%となった。 日本テレビが2月12日から2月14日にかけて行なった2010年2月定例世論調査では支持率38.0%、不支持率45.6%だった。『朝日新聞』が2010年2月20日、21日に行った世論調査では支持率37%、不支持率は46%となり、民主党が参院選で過半数をとることに反対したのは55%となった。
フジテレビ『新報道2001』が3月4日に行った調査では、鳩山内閣の支持率は37.2%、不支持率は55.8%となった。『時事通信』が3月5日から8日に行った世論調査では、支持率は30.9%になった。『夕刊フジ』は「危険水域入り寸前となった」と報じた。
日本テレビが3月12日-14日に行った世論調査では、支持率は36.2%、不支持は50.7%で、不支持が初めて5割を超えた。
『朝日新聞』が、3月13日、14日の両日に実施した全国世論調査では、支持率は32%、不支持率は47%となった。『毎日新聞』が、3月13日、14日の両日実施した全国世論調査では、支持率は43%、不支持率は45%となった。FNNが3月20日と21日に行った世論調査では、支持率は30.5%、不支持は53.9%となった。
『ニワンゴ』が、2010年3月25日に、自社の運営するニコニコ動画で行ったアンケートによると、11万2,129件の回答があり、鳩山内閣の支持率は8.6%、不支持は66.2%となった。
『ANN』が4月10日と11日に行った世論調査で、鳩山内閣の支持率は28.5%となり、ANNは危険水域になったと報道した。
『共同通信』が2010年4月28、29日に行った世論調査では、支持率20.7%、不支持率は64.4%となった。『時事通信』が5月7日から10日に実施した世論調査では、支持率が19.1%となり、2割を切った。不支持率は64.1%となった。
『産経新聞』が5月中旬に行った鹿児島、宮崎両県の企業・団体を対象に行ったアンケートでは、鳩山内閣の支持率は10%、不支持は74%となった。
5月上旬に『朝日新聞』が行った岐阜県内の42市町村長へのアンケートでは、鳩山首相がリーダーシップを発揮しているという回答は0%であった。
朝日新聞が5月29日、30日に実施した調査では支持率が17％、不支持率が70％となった。